# Hypena conspersalis
Hypena conspersalis là một loài bướm đêm trong họ Erebidae.